# Perfect (album)
Perfect is het tweede studioalbum van de Nederlandse rockband Intwine. Het album werd op 27 september 2004 uitgebracht door V2 Records.
Van het album kwam de single "Cruel Man", dat de titelsong was van de Nederlandse speelfilm De Dominee. Op 19 maart 2005 ontving Intwine een 3FM Award voor het album.

## Tracks
1. "Slow Down" – 3:25
2. "Beautiful" – 3:13
3. "Perfect" – 3:26
4. "Cruel Man" – 3:17
5. "You" – 4:52
6. "No Ones" – 4:31
7. "Dutty Step" – 3:58
8. "Control" – 2:51
9. "Wouldn't Do It Again" – 3:37
10. "Blame" – 3:19
11. "Angel Eyes" – 7:21

## Bezetting
Bandleden
- Roger Peterson – zang
- Jacob Streefkerk – gitaar
- Touché Eusebius – basgitaar
- Kevin Hissink – gitaar
- Jeremy Bonarriba – drums
- Ferdinand van Duuren – percussie

Gastmuzikant
- Martin Verdonk – percussie

Producent
- Gordon Groothedde – productie